# 四都野台
四都野台（よつやだい）は、埼玉県川越市の町名。郵便番号は350-1163。

## 地理
川越市の南西部に位置し、北から東にかけて大塚、南でむさし野、西で大塚新町と隣接する。主に住宅地、他は農地として利用されている。

## 交通
駅は町域内にはない。最寄り駅は西武新宿線南大塚駅となっている。

## 施設
- すぎなみ公園
- よつや公園